# Transport (geologie)

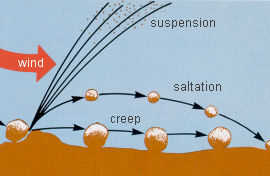
Ukázka pohybů v prostředí. Směrem odspodu obrázku je to trakce, saltace, vznos.

V geologii se transportem označuje přenos částic v určitém prostředí. Může se jednat o přenos částic ve vodním prostředí, ve vzduchu vlivem větru atd.
- trakce – tlačení velkých částic, které není působící síla schopna nadzvednout, ale pouze tlačit před sebou
- saltace – částice nadskakují nad podložím, ale síla je příliš malá na to, aby je na větší vzdálenost odnesla (pohyb dun)
- vznos – pohyb, při kterém je lehká částice odnášena na velkou vzdálenost, příkladem mohou být prachové bouře
- difúze – Pohyb velmi malých částic ve vodním prostředí vlivem Brownova pohybu částic v roztocích

## Transport větrem
Účinná unášecí rychlost větru je závislá na zejména na jeho rychlosti, charakteru proudění a délce jeho působení. Důležitou vlastností větrného transportu je jeho unášecí schopnost, která za normálních podmínek dosahuje pouze drobných částic o velikosti prachových či písčitých do poloměru 0,3 mm. Existují extrémní výjimky jako v podobě tornáda, kde rychlost větru dosahuje až 200 km/h a jeho projevy je možno přemísťovat mnohem větší části.
Důsledkem malé unášecí schopnosti větru vznikají při jeho malých rychlostech prachové bouře. Prachovité a jílovité částice je vítr schopen zvedat do značných výšek a udržovat je zde po dlouhý čas, v případě písečných zrnek je schopen jen málokdy je zvednout do výše přesahující 2 metry.
Kromě unášení je vítr schopen přemisťovat materiál i saltací a válením podobně jako ve vodním prostředí. Eolitické (vzniklé větrnou činností) sedimenty se vyznačují velmi dobrou vytříděností klastického materiálu s velmi dobrou opracovaností zrn, což je výsledek neustálých srážek písečných zrn mezi sebou.

## Transport ve vodním prostředí
Materiál přemísťovaný proudící vodou je přenášen převážně saltací, v suspenzi a v roztoku. Podíl a velikost přenášeného materiálu ve vodě je určován hlavně proudem protékající řeky, kde platí, že čím je proud silnější, tím má větší unášecí schopnost a tím sebou bere větší klasty. Proud vody je určován převážně spádnicí, charakterem řeky, vodnatostí.
Na horním toku řeky je unášecí schopnost největší a projevuje se zde nejvíce trakce a saltace, s klesajícím spádem řeky a vznikem meandrů se řeka uklidňuje a její schopnost klesá, začíná převládat suspenze. V dolním toku a v oceánech se pak projevuje hlavně transport difuzí v roztocích.
Klastický materiál se vyznačuje dobrou vytříděností a opracovaností zrn, která bývají dobře obroušena a zakulacena vlivem neustálých srážek.

## Transport ledovcem
Ledovec během svého pohybu ledovcovým údolím působí ohromným tlakem na své okolí, což má za následek odlamování a brázdění okolní krajiny. Působícím tlakem přenáší okolní materiál převážně pomocí trakce. Doslova hrne před sebou veškerý materiál, který mu přišel do cesty, což má po jeho ústupu za následek vznik morén.
Vzniká tak špatně vytříděný klastický materiál, který se vyznačuje till. Jedná se o směs veškerého materiálu různé velikosti zrna, kde se nalézají neobroušené balvany až po drobná písková a jílová zrnka.